# Dustin Byfuglien
Dustin Ray Byfuglien (* 27. března 1985, Minneapolis, Minnesota) je bývalý americký hokejový obránce, který odehrál v severoamerické lize NHL téměř 900 utkání, většinu v týmu Winnipeg Jets. S Chicagem Blackhawks vyhrál v roce 2010 Stanley Cup.

## Úspěchy

### Individuální úspěchy
- AHL 2. All-Star Team – 2006/07
- NHL All-Star Game – 2011
- Nejlepší střelec mezi obránci NHL – 2010/11

### Kolektivní úspěchy
- Vítěz Stanley Cupu – 2009/10

## Klubové statistiky
| Sezona     | Klub                  | Soutěž     | Základní část | Základní část | Základní část | Základní část | Základní část | Play off | Play off | Play off | Play off | Play off |
| Sezona     | Klub                  | Soutěž     | Z             | G             | A             | B             | TM            | Z        | G        | A        | B        | TM       |
| ---------- | --------------------- | ---------- | ------------- | ------------- | ------------- | ------------- | ------------- | -------- | -------- | -------- | -------- | -------- |
| 2001/02    | Brandon Wheat Kings   | WHL        | 3             | 0             | 0             | 0             | 0             | –        | –        | –        | –        | –        |
| 2002/03    | Brandon Wheat Kings   | WHL        | 8             | 1             | 1             | 2             | 4             | –        | –        | –        | –        | –        |
| 2002/03    | Prince George Cougars | WHL        | 48            | 9             | 28            | 37            | 74            | 5        | 1        | 3        | 4        | 12       |
| 2003/04    | Prince George Cougars | WHL        | 66            | 16            | 29            | 45            | 137           | –        | –        | –        | –        | –        |
| 2004/05    | Prince George Cougars | WHL        | 64            | 22            | 36            | 58            | 184           | –        | –        | –        | –        | –        |
| 2005/06    | Norfolk Admirals      | AHL        | 53            | 8             | 15            | 23            | 75            | 4        | 1        | 2        | 3        | 4        |
| 2005/06    | Chicago Blackhawks    | NHL        | 25            | 3             | 2             | 5             | 24            | –        | –        | –        | –        | –        |
| 2006/07    | Norfolk Admirals      | AHL        | 63            | 16            | 28            | 44            | 146           | 6        | 0        | 2        | 2        | 18       |
| 2006/07    | Chicago Blackhawks    | NHL        | 9             | 1             | 2             | 3             | 10            | –        | –        | –        | –        | –        |
| 2007/08    | Rockford IceHogs      | AHL        | 8             | 2             | 5             | 7             | 25            | –        | –        | –        | –        | –        |
| 2007/08    | Chicago Blackhawks    | NHL        | 67            | 19            | 17            | 36            | 59            | –        | –        | –        | –        | –        |
| 2008/09    | Chicago Blackhawks    | NHL        | 77            | 15            | 16            | 31            | 81            | 17       | 3        | 6        | 9        | 26       |
| 2009/10    | Chicago Blackhawks    | NHL        | 82            | 17            | 17            | 34            | 94            | 22       | 11       | 5        | 16       | 20       |
| 2010/11    | Atlanta Thrashers     | NHL        | 81            | 20            | 33            | 53            | 93            | –        | –        | –        | –        | –        |
| 2011/12    | Winnipeg Jets         | NHL        | 66            | 12            | 41            | 53            | 72            | –        | –        | –        | –        | –        |
| 2012/13    | Winnipeg Jets         | NHL        | 43            | 8             | 20            | 28            | 34            | –        | –        | –        | –        | –        |
| 2013/14    | Winnipeg Jets         | NHL        | 78            | 20            | 36            | 56            | 86            | –        | –        | –        | –        | –        |
| 2014/15    | Winnipeg Jets         | NHL        | 69            | 18            | 27            | 45            | 124           | 4        | 0        | 1        | 1        | 4        |
| 2015/16    | Winnipeg Jets         | NHL        | 81            | 19            | 34            | 53            | 119           | –        | –        | –        | –        | –        |
| 2016/17    | Winnipeg Jets         | NHL        | 80            | 13            | 39            | 52            | 117           | –        | –        | –        | –        | –        |
| 2017/18    | Winnipeg Jets         | NHL        | 69            | 8             | 37            | 45            | 112           | 17       | 5        | 11       | 16       | 20       |
| 2018/19    | Winnipeg Jets         | NHL        | 42            | 4             | 27            | 31            | 69            | 6        | 2        | 6        | 8        | 4        |
| NHL celkem | NHL celkem            | NHL celkem | 869           | 177           | 348           | 525           | 1094          | 66       | 21       | 29       | 50       | 74       |